# Antocha minuticornis
Antocha minuticornis är en tvåvingeart som beskrevs av Alexander 1931. Antocha minuticornis ingår i släktet Antocha och familjen småharkrankar. Inga underarter finns listade i Catalogue of Life.